# Francesca Schiavone
Francesca Schiavone (Milaan, 23 juni 1980) is een voormalig professioneel tennisspeelster uit Italië. Zij ging in 1998 haar sport professioneel beoefenen en beëindigde haar actieve loopbaan in augustus 2018.

## Loopbaan
Op 5 juni 2010 won zij Roland Garros door in de finale de Australische Samantha Stosur te kloppen met 6-4 en 7-6. Daarmee werd zij de eerste Italiaanse die een grandslamtoernooi won. Een jaar later stond zij op Roland Garros weer in de finale, die zij in twee sets verloor van de Chinese Li Na.
Schiavone heeft geen voorkeur voor een bepaalde ondergrond. Voorafgaand aan haar Roland Garros-overwinning in 2010 bereikte zij op zowel Roland Garros, het US Open als Wimbledon de kwartfinale, in 2001, 2003 respectievelijk 2009. Haar hoogste plaats op de WTA-ranglijst is de vierde, die zij op 31 januari 2011 bereikte. Ook in het dubbelspel haalde zij de top tien: de achtste positie in februari 2007.
Schiavone won in 2007 het WTA-toernooi in de Oostenrijkse plaats Bad Gastein, in 2009 dat in de Russische hoofdstad Moskou, in 2010 dat in de Spaanse stad Barcelona en in datzelfde jaar het grandslamtoernooi van Roland Garros. Sindsdien volgden nog titels in de Franse stad Straatsburg (2012), de Marokkaanse plaats Marrakesh (2013), de Braziliaanse stad Rio de Janeiro (2016) en de Colombiaanse hoofdstad Bogota (2017). Daarnaast stond zij twaalf keer in een WTA-finale zonder de titel te kunnen grijpen. In het dubbelspel won zij zeven WTA-titels.
In de periode 2002–2017 maakte Schiavone deel uit van het Italiaanse Fed Cup-team – zij behaalde daar een winst/verlies-balans van 27–22. In 2006 wonnen zij de beker – in de finale van Wereldgroep I versloegen zij de Belgische dames. In 2009 gingen zij nogmaals met de hoofdprijs naar huis – nu was het Amerikaanse team het slachtoffer. Dit scenario herhaalde zich in 2010.
Viermaal nam Schiavone deel aan de Hopman Cup: in 2002 en 2005 met Davide Sanguinetti, in 2011 met Potito Starace en in 2013 met Andreas Seppi. Zij bereikte er nooit de finale.

## Posities op deWTA-ranglijst
Positie per einde seizoen:
| jaar | rang enkelspel | rang dubbelspel |
| ---- | -------------- | --------------- |
| 1996 | 945            | 701             |
| 1997 | 496            | 827             |
| 1998 | 295            | 383             |
| 1999 | 184            | 334             |
| 2000 | 80             | 427             |
| 2001 | 31             | 121             |
| 2002 | 41             | 143             |
| 2003 | 20             | 77              |
| 2004 | 19             | 40              |
| 2005 | 13             | 34              |
| 2006 | 15             | 9               |
| 2007 | 25             | 48              |
| 2008 | 30             | 32              |
| 2009 | 17             | 19              |
| 2010 | 7              | 43              |
| 2011 | 11             | 131             |
| 2012 | 35             | 51              |
| 2013 | 42             | 100             |
| 2014 | 82             | 144             |
| 2015 | 121            | 170             |
| 2016 | 91             | 437             |
| 2017 | 90             | 163             |

## Palmares
| Legenda                | Legenda                  |
| ---------------------- | ------------------------ |
| Grandslamtoernooi      |                          |
| Olympische Spelen      |                          |
| Year-End Championships |                          |
| tot 2009               | 2009 – 2020 / vanaf 2021 |
| Tier I                 | Premier Mandatory        |
| Tier II                | Premier Five / WTA 1000  |
| Tier III               | Premier / WTA 500        |
| Tier IV & V            | International / WTA 250  |
|                        | Challenger / WTA 125     |

### WTA-finaleplaatsen enkelspel
| nr.              | finale     | toernooi           | ondergrond    | tegenstandster              | score         |         |
| ---------------- | ---------- | ------------------ | ------------- | --------------------------- | ------------- | ------- |
| gewonnen finales |            |                    |               |                             |               |         |
| 1.               | 2007-07-29 | WTA Bad Gastein    | gravel        | Yvonne Meusburger           | 6-1, 6-4      | details |
| 2.               | 2009-10-25 | WTA Moskou         | hardcourt     | Volha Havartsova            | 6-3, 6-0      | details |
| 3.               | 2010-04-17 | WTA Barcelona      | gravel        | Roberta Vinci               | 6-1, 6-1      | details |
| 4.               | 2010-06-05 | Roland Garros      | gravel        | Samantha Stosur             | 6-4, 7-6      | details |
| 5.               | 2012-05-26 | WTA Straatsburg    | gravel        | Alizé Cornet                | 6-4, 6-4      | details |
| 6.               | 2013-04-28 | WTA Marrakesh      | gravel        | Lourdes Domínguez Lino      | 6-1, 6-3      | details |
| 7.               | 2016-02-21 | WTA Rio de Janeiro | gravel        | Shelby Rogers               | 2-6, 6-2, 6-2 | details |
| 8.               | 2017-04-15 | WTA Bogota         | gravel        | Lara Arruabarrena           | 6-4, 7-5      | details |
| verloren finales |            |                    |               |                             |               |         |
| 1.               | 2000-06-12 | WTA Tasjkent       | hardcourt     | Iroda Tulyaganova           | 3-6, 6-2, 3-6 | details |
| 2.               | 2003-01-06 | WTA Canberra       | hardcourt     | Meghann Shaughnessy         | 1-6, 1-6      | details |
| 3.               | 2005-09-12 | WTA Bali           | hardcourt     | Lindsay Davenport           | 2-6, 4-6      | details |
| 4.               | 2005-10-10 | WTA Moskou         | tapijt        | Mary Pierce                 | 4-6, 3-6      | details |
| 5.               | 2005-10-24 | WTA Hasselt        | hardcourt (i) | Kim Clijsters               | 2-6, 3-6      | details |
| 6.               | 2006-01-09 | WTA Sydney         | hardcourt     | Justine Henin               | 6-4, 5-7, 5-7 | details |
| 7.               | 2006-04-03 | WTA Amelia Island  | gravel        | Nadja Petrova               | 4-6, 4-6      | details |
| 8.               | 2006-09-25 | WTA Luxemburg      | hardcourt     | Aljona Bondarenko           | 3-6, 2-6      | details |
| 9.               | 2009-07-13 | WTA Praag          | gravel        | Sybille Bammer              | 6-7, 2-6      | details |
| 10.              | 2009-10-12 | WTA Japan (Osaka)  | hardcourt     | Samantha Stosur             | 5-7, 1-6      | details |
| 11.              | 2011-06-04 | Roland Garros      | gravel        | Li Na                       | 4-6, 6-7      | details |
| 12.              | 2017-05-06 | WTA Rabat          | gravel        | Anastasija Pavljoetsjenkova | 5-7, 5-7      | details |

### WTA-finaleplaatsen vrouwendubbelspel
| nr.              | finale     | toernooi          | ondergrond    | partner               | tegenstandsters                                | score            |         |
| ---------------- | ---------- | ----------------- | ------------- | --------------------- | ---------------------------------------------- | ---------------- | ------- |
| gewonnen finales |            |                   |               |                       |                                                |                  |         |
| 1.               | 2001-07-29 | WTA Sopot         | gravel        | Joannette Kruger      | Joelija Bejhelzymer Anastasia Rodionova        | 6-4, 6-0         | details |
| 2.               | 2004-05-02 | WTA Warschau      | gravel        | Silvia Farina-Elia    | Gisela Dulko Patricia Tarabini                 | 3-6, 6-2, 6-1    | details |
| 3.               | 2005-02-26 | WTA Doha          | hardcourt     | Alicia Molik          | Cara Black Liezel Huber                        | 6-3, 6-4         | details |
| 4.               | 2006-02-25 | WTA Dubai         | hardcourt     | Květa Peschke         | Svetlana Koeznetsova Nadja Petrova             | 3-6, 7-6, 6-3    | details |
| 5.               | 2006-10-01 | WTA Luxemburg     | hardcourt (i) | Květa Peschke         | Anna-Lena Grönefeld Liezel Huber               | 2-6, 6-4, 6-1    | details |
| 6.               | 2006-10-15 | WTA Moskou        | tapijt (i)    | Květa Peschke         | Iveta Benešová Galina Voskobojeva              | 6-4, 6-7, 6-1    | details |
| 7.               | 2009-10-03 | WTA Tokio         | hardcourt     | Alisa Klejbanova      | Daniela Hantuchová Ai Sugiyama                 | 6-4, 6-2         | details |
| verloren finales |            |                   |               |                       |                                                |                  |         |
| 1.               | 2003-05-04 | WTA Warschau      | gravel        | Eléni Daniilídou      | Liezel Huber Magdalena Maleeva                 | 6-3, 4-6, 2-6    | details |
| 2.               | 2003-07-27 | WTA Stanford      | hardcourt     | Cho Yoon-jeong        | Cara Black Lisa Raymond                        | 6-7, 1-6         | details |
| 3.               | 2004-02-15 | WTA Parijs        | tapijt (i)    | Silvia Farina-Elia    | Barbara Schett Patty Schnyder                  | 3-6, 2-6         | details |
| 4.               | 2005-10-09 | WTA Filderstadt   | hardcourt (i) | Květa Peschke         | Daniela Hantuchová Anastasija Myskina          | 0-6, 6-3, 5-7    | details |
| 5.               | 2006-05-21 | WTA Rome          | gravel        | Květa Peschke         | Daniela Hantuchová Ai Sugiyama                 | 6-3, 3-6, 1-6    | details |
| 6.               | 2007-10-21 | WTA Zürich        | tapijt (i)    | Lisa Raymond          | Květa Peschke Rennae Stubbs                    | 5-7, 6-7         | details |
| 7.               | 2008-06-08 | Roland Garros     | gravel        | Casey Dellacqua       | Anabel Medina Garrigues Virginia Ruano Pascual | 6-2, 5-7, 4-6    | details |
| 8.               | 2012-04-15 | WTA Barcelona     | gravel        | Flavia Pennetta       | Sara Errani Roberta Vinci                      | 0-6, 2-6         | details |
| 9.               | 2014-03-01 | WTA Florianópolis | hardcourt     | Sílvia Soler Espinosa | Anabel Medina Garrigues Jaroslava Sjvedova     | 6-7, 6-2, [3-10] | details |

### Gewonnen ITF-toernooien dubbelspel
| nr. | finale     | toernooi  | ondergrond | dotatie | partner                 | tegenstandsters in finale   | score    |
| --- | ---------- | --------- | ---------- | ------- | ----------------------- | --------------------------- | -------- |
| 1.  | 1998-09-13 | Edinburgh | gravel     | $25.000 | Antonella Serra Zanetti | Louise Latimer Helen Reesby | 6-3, 6-3 |

## Resultaten grote toernooien
| Legenda | Legenda                          |
| ------- | -------------------------------- |
| g.t.    | geen toernooi gehouden           |
| l.c.    | lagere categorie                 |
| –       | niet deelgenomen                 |
| G       | uitgeschakeld in de groepsfase   |
| 1R      | uitgeschakeld in de eerste ronde |
| 2R      | uitgeschakeld in de tweede ronde |
| 3R      | uitgeschakeld in de derde ronde  |
| 4R      | uitgeschakeld in de vierde ronde |
| KF      | uitgeschakeld in de kwartfinale  |
| HF      | uitgeschakeld in de halve finale |
| F       | de finale verloren               |
| W       | het toernooi gewonnen            |
| w-v     | winst/verlies-balans             |

### Enkelspel
| toernooi            | 1999 | 2000 | 2001 | 2002 | 2003 | 2004 | 2005 | 2006 | 2007 | 2008 | 2009 | 2010 | 2011 | 2012 | 2013 | 2014 | 2015 | 2016 | 2017 | 2018 |
| ------------------- | ---- | ---- | ---- | ---- | ---- | ---- | ---- | ---- | ---- | ---- | ---- | ---- | ---- | ---- | ---- | ---- | ---- | ---- | ---- | ---- |
| grandslamtoernooien |      |      |      |      |      |      |      |      |      |      |      |      |      |      |      |      |      |      |      |      |
| Australian Open     | –    | –    | 1R   | 3R   | 1R   | 2R   | 3R   | 4R   | 2R   | 3R   | 1R   | 4R   | KF   | 2R   | 1R   | 1R   | 1R   | –    | 1R   | 1R   |
| Roland Garros       | –    | –    | KF   | 3R   | 2R   | 4R   | 4R   | 4R   | 3R   | 3R   | 1R   | W    | F    | 3R   | 4R   | 1R   | 3R   | 1R   | 1R   | 1R   |
| Wimbledon           | –    | –    | 2R   | 2R   | 3R   | 2R   | 1R   | 1R   | 2R   | 2R   | KF   | 1R   | 3R   | 4R   | 1R   | 1R   | 1R   | 2R   | 2R   | –    |
| US Open             | –    | 3R   | 1R   | 4R   | KF   | 4R   | 3R   | 3R   | 2R   | 2R   | 4R   | KF   | 4R   | 1R   | 1R   | 1R   | 1R   | 1R   | 1R   | –    |
| Premier Mandatory   |      |      |      |      |      |      |      |      |      |      |      |      |      |      |      |      |      |      |      |      |
| Indian Wells        | –    | –    | 3R   | 2R   | 2R   | 2R   | 2R   | –    | 2R   | 2R   | 1R   | 3R   | 4R   | 3R   | 2R   | 2R   | 1R   | –    | 1R   | –    |
| Miami               | –    | –    | 1R   | 2R   | 2R   | 4R   | 3R   | 2R   | 2R   | 2R   | 2R   | 3R   | 4R   | 2R   | 2R   | 1R   | –    | 1R   | –    | –    |
| Madrid              | l.c. | l.c. | l.c. | l.c. | l.c. | l.c. | l.c. | l.c. | l.c. | l.c. | 3R   | 3R   | 3R   | 1R   | 1R   | 2R   | 1R   | –    | 1R   | –    |
| Peking              | l.c. | l.c. | l.c. | l.c. | l.c. | l.c. | l.c. | l.c. | l.c. | l.c. | 2R   | KF   | 2R   | 1R   | 2R   | 1R   | –    | –    | –    | –    |
| Premier Five        |      |      |      |      |      |      |      |      |      |      |      |      |      |      |      |      |      |      |      |      |
| Dubai/Doha          | g.t. | l.c. | l.c. | l.c. | l.c. | l.c. | l.c. | l.c. | l.c. | 2R   | 2R   | 2R   | 3R   | 2R   | 1R   | 1R   | –    | –    | –    | 1R   |
| Rome                | 1R   | 1R   | KF   | 2R   | 1R   | KF   | KF   | 3R   | 1R   | 2R   | 2R   | 2R   | KF   | 1R   | 1R   | 3R   | 1R   | 1R   | –    | 1R   |
| Montréal/Toronto    | –    | –    | –    | 3R   | 2R   | 3R   | –    | 2R   | 3R   | 1R   | 2R   | KF   | 3R   | –    | 2R   | –    | –    | –    | –    | –    |
| Cincinnati          | l.c. | l.c. | l.c. | l.c. | l.c. | l.c. | l.c. | l.c. | l.c. | l.c. | 1R   | 2R   | 3R   | 1R   | –    | –    | –    | –    | –    | –    |
| Tokio/Wuhan         | –    | –    | –    | –    | –    | –    | –    | –    | 2R   | 2R   | 1R   | HF   | –    | 2R   | 1R   | 1R   | –    | –    | –    | –    |
| olympisch           |      |      |      |      |      |      |      |      |      |      |      |      |      |      |      |      |      |      |      |      |
| Olympische Spelen   | g.t. | –    | g.t. | g.t. | g.t. | KF   | g.t. | g.t. | g.t. | 3R   | g.t. | g.t. | g.t. | 2R   | g.t. | g.t. | g.t. | –    | g.t. | g.t. |
| statistieken        |      |      |      |      |      |      |      |      |      |      |      |      |      |      |      |      |      |      |      |      |
| titels per jaar     | 0    | 0    | 0    | 0    | 0    | 0    | 0    | 0    | 1    | 0    | 1    | 2    | 0    | 1    | 1    | 0    | 0    | 1    | 1    | 0    |
| eindejaarsranking   | 184  | 80   | 31   | 41   | 20   | 19   | 13   | 15   | 25   | 30   | 17   | 7    | 11   | 35   | 42   | 82   | 121  | 91   | 92   |      |

### Dubbelspel
| toernooi            | 1999 | 2000 | 2001 | 2002 | 2003 | 2004 | 2005 | 2006 | 2007 | 2008 | 2009 | 2010 | 2011 | 2012 | 2013 | 2014 | 2015 | 2016 | 2017 | 2018 |
| ------------------- | ---- | ---- | ---- | ---- | ---- | ---- | ---- | ---- | ---- | ---- | ---- | ---- | ---- | ---- | ---- | ---- | ---- | ---- | ---- | ---- |
| grandslamtoernooien |      |      |      |      |      |      |      |      |      |      |      |      |      |      |      |      |      |      |      |      |
| Australian Open     | –    | –    | –    | 1R   | –    | 1R   | 1R   | 3R   | 3R   | 1R   | HF   | KF   | 1R   | 1R   | 1R   | –    | –    | –    | –    | 1R   |
| Roland Garros       | –    | –    | –    | 1R   | –    | KF   | –    | KF   | 3R   | F    | 3R   | 2R   | –    | 3R   | 3R   | 1R   | 2R   | –    | KF   | –    |
| Wimbledon           | –    | –    | –    | 1R   | 1R   | 2R   | 1R   | KF   | 1R   | 2R   | 2R   | –    | 1R   | HF   | 1R   | 1R   | 2R   | –    | 1R   | –    |
| US Open             | –    | –    | –    | 1R   | 2R   | 2R   | 1R   | HF   | 1R   | 2R   | 2R   | 1R   | 2R   | –    | 2R   | 1R   | –    | –    | 1R   | –    |
| Premier Mandatory   |      |      |      |      |      |      |      |      |      |      |      |      |      |      |      |      |      |      |      |      |
| Indian Wells        | –    | –    | –    | –    | –    | 1R   | 2R   | –    | 1R   | 2R   | 1R   | 2R   | 2R   | –    | 1R   | –    | –    | –    | –    | –    |
| Miami               | –    | –    | –    | –    | –    | 2R   | 1R   | 2R   | 2R   | 1R   | –    | KF   | –    | –    | 1R   | –    | –    | –    | –    | –    |
| Madrid              | l.c. | l.c. | l.c. | l.c. | l.c. | l.c. | l.c. | l.c. | l.c. | l.c. | 1R   | HF   | 2R   | –    | 1R   | 2R   | –    | –    | –    | –    |
| Peking              | l.c. | l.c. | l.c. | l.c. | l.c. | l.c. | l.c. | l.c. | l.c. | l.c. | HF   | –    | –    | –    | –    | –    | –    | –    | –    | –    |
| Premier Five        |      |      |      |      |      |      |      |      |      |      |      |      |      |      |      |      |      |      |      |      |
| Dubai/Doha          | g.t. | l.c. | l.c. | l.c. | l.c. | l.c. | l.c. | l.c. | l.c. | –    | HF   | KF   | 2R   | 1R   | 2R   | 1R   | –    | –    | –    | –    |
| Rome                | 1R   | 1R   | –    | –    | –    | 1R   | 1R   | F    | 1R   | –    | –    | –    | –    | KF   | 2R   | –    | 2R   | 1R   | –    | –    |
| Montréal/Toronto    | –    | –    | –    | –    | 1R   | –    | –    | 2R   | 2R   | –    | –    | 1R   | 3R   | –    | –    | –    | –    | –    | –    | –    |
| Cincinnati          | l.c. | l.c. | l.c. | l.c. | l.c. | l.c. | l.c. | l.c. | l.c. | l.c. | 2R   | –    | 1R   | 1R   | –    | –    | –    | –    | –    | –    |
| Tokio/Wuhan         | –    | –    | –    | –    | –    | –    | –    | –    | 1R   | HF   | W    | KF   | –    | –    | –    | –    | 1R   | –    | –    | –    |
| olympisch           |      |      |      |      |      |      |      |      |      |      |      |      |      |      |      |      |      |      |      |      |
| Olympische Spelen   | g.t. | –    | g.t. | g.t. | g.t. | 2R   | g.t. | g.t. | g.t. | –    | g.t. | g.t. | g.t. | 2R   | g.t. | g.t. | g.t. | –    | g.t. | g.t. |
| statistieken        |      |      |      |      |      |      |      |      |      |      |      |      |      |      |      |      |      |      |      |      |
| titels per jaar     | 0    | 0    | 1    | 0    | 0    | 1    | 1    | 3    | 0    | 0    | 1    | 0    | 0    | 0    | 0    | 0    | 0    | 0    | 0    | 0    |
| eindejaarsranking   | 334  | 427  | 121  | 143  | 77   | 40   | 34   | 9    | 48   | 32   | 19   | 43   | 131  | 51   | 100  | 144  | 170  | 437  | 167  |      |

### Gemengd dubbelspel
| Australian Open | –  | –  | –  | HF | 1R | –  |
| Roland Garros   | –  | 2R | –  | –  | –  | –  |
| Wimbledon       | 2R | –  | 1R | –  | –  | 2R |
| US Open         | –  | –  | 1R | –  | –  | –  |